# Єло-Малинські
Єло-Малинські, або Малинські — шляхетська родина гербу П'ятиріг. Майже всі представники у другій половині XVI ст. були православними, деякі переходили на католицтво.

## Представники
- Данило — мав звання полковника,[1]
  - Михайло — волинський маршалок.[1]

- Михайло
  - Матвій, дружина Маруша Боговитинівна, її віно Шумськ, Круголець
  - Остафій, Луцький унійний єпископ (з 1607 року[2]) Євгеній
  - Василь, не мав дітей, мав феодальний конфлікт із князем Василем-Костянтином Острозьким і владикою Кирилом Терлецьким, які здійснили спільний «наїзд» на його маєтки у Глуській (Новомалинській) волості[3]

- Микола (†4.1629) — перший чоловік княжни Христини Вишневецької (її батько — Адам), залишив 6 неповнолітніх дітей
- Данило — небіж Василя
  - Казимир — волинський хорунжий, депутат Коронного Трибуналу.

- Михайло — луцький війт
- Микола (пом. 1627), перший чоловік чоловік Анни — доньки волинського каштеляна Івана Лагодовського[4]